# Magyar utónévkönyv
A Magyar utónévkönyv a Magyarországon anyakönyvezhető utóneveket tartalmazza, közzétéve eredetüket, beceneveiket, névnapjaikat és gyakoriságukat. Kiegészítésképpen tanácsokat ad a megfelelő név kiválasztására valamint röviden közli az anyakönyvezhetőség szabályait is. Első ízben 1971-ben jelent meg Ladó János szerkesztésében, 1998-tól társszerkesztője Bíró Ágnes. Összeállítója után a köznyelvben a könyvet legtöbbször „Ladó-féle utónévkönyvnek” vagy röviden „(A) Ladó”-nak is hívják.

## Kiadásának oka
A névkönyv eredeti célja az volt, hogy az anyakönyvi hatóságok számára a magyar anyanyelvű magyar állampolgárságú gyerekek anyakönyvezésénél utónévjegyzékként szolgáljon. Első kiadásakor, 1971-ben az akkori anyakönyvi jogszabálygyűjtemény csak elvi szabályozást tartalmazott, utónévjegyzék nem tartozott hozzá. Azelőtt legutoljára az 1948-as jogszabálygyűjtemény tartalmazott mellékletként utónévjegyzéket, de ez 1971-re elavult mind névanyagában, mind névformáiban, tehát tartalmilag és helyesírásilag egyaránt.
Ezért a Minisztertanács Tanácsi Hivatala a Magyar Tudományos Akadémia Nyelvtudományi Intézetét kérte fel egy korszerű utónévjegyzék elkészítésére, az Intézet pedig Ladó János nyelvészt bízta meg a feladattal. Az Intézet vezetősége a munka folyamán több megbeszélésen és értekezleten vitatta meg a névkönyv elvi és gyakorlati problémáit.

## A gyűjtő- és rendszerezőmunka
A nagyszabású gyűjtő- és rendszerezőmunkában sok külső munkatárs is részt vett: dr. Kovalovszky Miklósné, Marossy Ágnes, Örkényi Zsuzsanna, Szekrényesy Júlia és dr. Virágos Péterné tanárok, valamint Rajk Gyula, dr. Szabadi Béláné és Szvierczek Gyula.
A Magyar Televízió 1969. január 4-ei Családi félkör című műsorában dr. Grétsy László felhívást tett közzé, melyben a Magyar utónévkönyv részére ritka utónevek beküldését kérte. A felhívás hasznosnak bizonyult, mert a nézők 1507 levélben 35 200 névadatot küldtek be. Ebben a hatalmas mennyiségben sok értékes névtudományi adalék mellett 131 olyan, az addigi névanyaghoz képest új utónév is volt, mely később bekerült a névkönyv anyagába. Az öt legeredményesebb anyagközlő az értékelés sorrendjében: Tóth Endréné Debrecenből, Gyökhegyi Bánk Budapestről, G. Szabó Szabolcs Méhtelekről, Dénes Gyöngyi és Tünde Hódmezővásárhelyről és Kovács Tibor Lajos Budapestről.

## A nevek kiválasztása
Az összegyűjtött névanyagból az anyakönyvezésre javasolt nevek jegyzékét (1803 női és 1795 férfinevet) 130 külső szakértőnek: nyelvészeknek, pedagógusoknak, íróknak, anyakönyvi fórumoknak) az Intézet elküldte véleményezésre. Az ő véleményük alapján az Intézet munkatársaiból álló bizottság választotta ki az anyakönyvezésre javasolt utóneveket és osztályozta őket „ajánlott” és „elfogadható” kategóriákba. A listából a bizottság törölt 908 női és 863 férfinevet. Az ajánlott kategóriába sorolt 251 női és 219 férfinevet, az elfogadható kategóriába sorolt 644 női és 713 férfinevet, vagyis összesen anyakönyvezhetőnek minősített 895 női és 932 férfinevet, összesen 1827 nevet.
Az utónevek helyesírásáról, valamint a névkönyv összeállításának elvi kérdéseiről a Helyesírási Bizottság és a Nyelvművelő Munkabizottság 1969. január 21-i együttes ülése már előzőleg vitát rendezett, és megállapodott az utónevek ejtésszerű, vagyis magyaros írásmódjáról.
Az anyakönyvezhető nevek kiválasztásakor az volt a szempont, hogy a magyar társadalom különböző ízlésű csoportjai az addiginál nagyobb utónévválasztékból választhassanak az ízlést és a világnézeti korszerűség elveit tekintetbe véve.

### Az anyakönyvezhető nevek kategóriái
A névkönyv ajánlott és elfogadható kategóriába sorolja a neveket. Az ajánlott nevek csoportjába kerültek azok a nevek, melyek régebben közismert, meghonosodott illetve az utónévkönyv összeállításának idején elterjedt vagy terjedőben lévő nevek.
Az elfogadható kategóriába tartoztak a ritkább, szokatlanabb, még meghonosodásra váró vagy elavulóban lévő nevek.

## A névcikkek szerkezete
Minden nevet rövid, általában 4-5 soros cikkben tárgyal a könyv. A név után az eredete és legtöbb esetben a jelentése olvasható. Az eredetről írva hely hiányában csak a legősibb nyelvet említik meg, a közvetítő nyelveket nem, mivel ezek sok esetben nincsenek is felderítve.
A Becézés rovatban a név becenevei olvashatóak ábécérendben. Ebben a rovatban a szerkesztők nagymértékben támaszkodtak a televíziónézők által beküldött névanyagra is.
A Rokon név vagy Rokon nevek rovatban az adott nemen belül azokat az anyakönyvezhető neveket sorolja fel, melyek a címnévvel együtt egy alapnév önállósult változatai vagy származékai.
A Névnap rovatban a címnév névnapjai olvashatóak naptári sorrendben. Ahol a szerkesztők a névnap megjelölésének egyetlen forrásával sem találkoztak, ott a névnapokat hagyományos naptárszerkesztő módszerrel végezték el, pl. virágneveknél az augusztus 1-jét, mint különleges virágnapot használták névnapként.
Gyakoriságként az 1967-es születési anyakönyvi bejegyzések számát közli a könyv a KSH által szívességként rendelkezésre bocsátott kéziratos statisztikai kimutatás alapján.

## Későbbi kiadások
Az eredeti, Ladó-féle utónévkönyv 1971 után szinte évente újra megjelent, változatlan kiadásban. A 90-es évekre átdolgozása sürgős feladattá vált, mivel az anyakönyvekbe a könyvben megadottakon kívül is sok új utónevet jegyeztek be, hiszen külön engedéllyel mindig is lehetséges volt a hivatalos listában nem szereplő nevet bejegyeztetni. Ráadásul a névtudományban is sok új eredmény született.
Az 1998-as új kiadásban, amelynek társszerzője Bíró Ágnes, 1163 férfi és 1553 női név szerepel (összesen 2716 név), ami 231 férfi- és 548 női névvel több (összesen 779 név), mint az 1971-es kiadásban.
Az új kiadásban megszüntették a nevek ajánlott és elfogadható kategóriába való osztását, de a nevek cikkeinek szerkezete ugyanaz maradt, kivéve a gyakorisági adatokat, amelyek már nem az 1967-es évről szólnak, hanem a 90-es évekről. Az utónévkönyv új kiadásának 9. utánnyomása 2005-ben jelent meg.